# Eriocaulago jagdishwari
Eriocaulago jagdishwari är en svampart som först beskrevs av Mishra, och fick sitt nu gällande namn av Vánky 2005. Eriocaulago jagdishwari ingår i släktet Eriocaulago och familjen Ustilaginaceae.   Inga underarter finns listade i Catalogue of Life.